# Adonisea separata
Adonisea separata là một loài bướm đêm trong họ Noctuidae.